# Svyatogor
Svyatogor (tiếng Nga: Святогор) là một nhân vật anh hùng trong kho tàng sử thi các dân tộc Đông Slav.

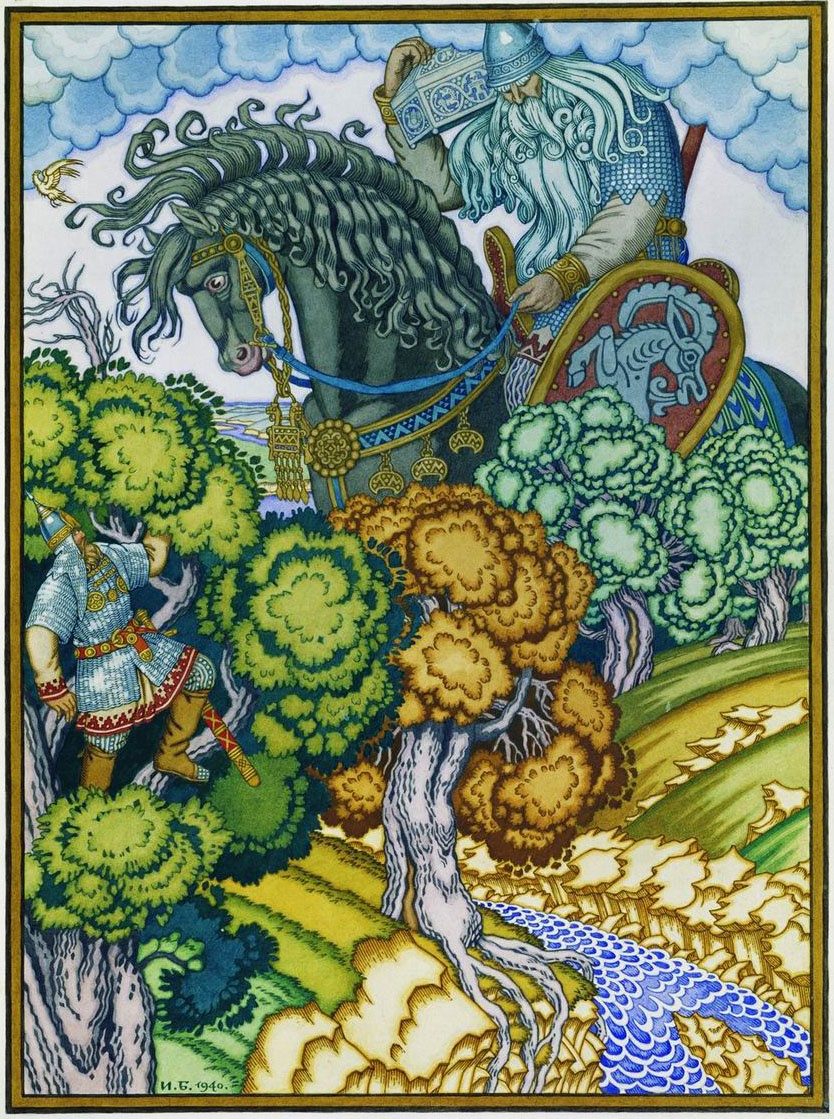
Ilya xứ Murom và Svyatogor (Ivan Bilibin)